# Derek Jacobi
Sir Derek George Jacobi (Anglia, London, Leytonstone, 1938. október 22. –) Tony- és kétszeres Primetime Emmy-díjas angol színész, rendező. Az 1960-as években került az angol nemzeti színház kötelékébe, ahol számos ismert Shakespeare-szerepet játszhatott el, mint a Hamlet, vagy III. Richárd. Hazájában rendkívül elismert színészként tartják számon, a nemzetközi filmvilágban neve kevésbé ismert. „Mesteréhez”, Laurence Olivier-hez hasonlóan a dán és a brit lovagrend tagja.

## A korai évek
Jacobi a londoni Leytonstone-ban látta meg a napvilágot 1938-ban. Egyszerű, középosztálybeli családban nevelkedett, és annak ellenére, hogy gyerekkorában dúlt a háború, boldog gyerekkort tudhatott maga mögött. Tanulmányait a helyi megyei középiskolában kezdte meg. A Leyton futball csapatában is szerepelt és már ekkor tagja volt az iskolai színjátszókörnek.
Tizennyolc évesen ösztöndíjat nyert a cambridge-i egyetemre (University of Cambridge), ahol olyan későbbi nagy színészek kerültek ki mellőle, mint Ian McKellen és Trevor Nunn. Jacobi tehetsége korán megmutatkozott, így olyan híres szerepeket játszhatott el, mint Hamlet, vagy II. Edward. Külföldön is vendégszerepelt különböző európai kisvárosok színházaiban, így például Svájcban egyszer találkozott Richard Burtonnel is.
Az ifjú Jacobi tehetségére Laurence Olivier is felfigyelt, aki felkérte, hogy térjen vissza szülővárosába Londonba és legyen tagja a Nemzeti Színház új társulatának.

## Pályafutása
Jacobi az Othello filmadaptációjában debütált a filmvásznon 1965-ben. Ekkor tájt még nem erőltette a filmezést, így nem csoda, ha öt évvel később látható ismét a vásznon, A három nővér című 1970-es brit filmdrámában.
1973-ban egy mára már igazi klasszikusnak számító filmben, A Sakál napja című angol–francia krimiben kap egy kisebb epizódszerepet. Ettől kezdve egyre gyakrabban vállal filmes szerepeket, de a színházat továbbra sem hanyagolja el, mi több egyre nagyobb elismerést vív ki magának a színpadon.
Televíziós áttörése 1976-ban volt, amikor az Én, Claudius tv-sorozat címszerepét játszotta. A dadogós, rángatózó császár alakításával megalapozta a hírnevét és 1977-ben BAFTA-díjjal jutalmazták érte.
A nyolcvanas évek elején előbb Hamlet, majd Adolf Hitler bőrébe bújik a vásznon, ezt követően pedig az Anthony Hopkins partnere A Notre Dame-i toronyőr (1982) televíziós változatában. A következő években is szinte csak tévéfilmekben látható. 1988-ban ismét Hopkins-szal játszik együtt, A Tizedik című amerikai televíziós filmben. Ezért a munkájáért Emmy-díjjal jutalmazzák.
1989-ben Kenneth Branagh hívja meg saját rendezésű filmjébe, az V. Henrik-be. Branagh-val különösen jó a kapcsolata Jacobinak és a későbbiekben is többször dolgoznak együtt.
Mint például 1991-ben a Meghalsz újra! című krimiben, melyben Jacobi egy hipnotizőrt alakít, melyért a következő évben BAFTA-díjra jelölik. Bár a színész filmszerepeiért is kapott elismeréseket, színpadi sikereit nem tudta megközelíteni.
A továbbiakat újfent tévéfilmes munkákkal folytatta , majd egy újabb Hamlet filmadaptáció, egy újabb Branagh film következett.
2000-ben a Gladiátor-ban tűnik fel, akárcsak az Antonio Banderas főszereplésével készült vallási thrillerben, A test-ben (2001) és szerepel Robert Altman Gosford Park című alkotásában is.
Az utóbbi években tőle eltérő karakterek eljátszását is elvállalja; mint például az Underworld: Evolúció (2006), vagy a 2008-as Ádám feltámadása.

## Magánélete
A színész szülővárosa, London északi részén él. 2006 márciusában Jacobi nyíltan beismerte homoszexuális beállítottságát és huszonhét év együttélés után törvényes úton is összejöhetett partnerével, Richard Clifford-dal.
A kiemelkedő színházi pályafutásáért 1994-ben lovaggá ütötték. Ezenkívül még dán lovagrenddel is büszkélkedhet.

## Filmszerepei
| - Othello (1965) - Cassio - Interlude (1968) - Paul - A három nővér (1970) - Andrei - Kék vér (1973) - Gregory - A Sakál napja (1973) - Caron felügyelő - The Pallisers (TV film) (1974) - Lord Fawn - Az Odessa ügyirat (1974) - Klaus Wenzer - Én, Claudius (TV film) (1976) - Claudius - Philby, Burgess és MacLean (TV film) (1977) - Guy Burgess - A Medúza pillantása (1978) - Townley - II. Richard (TV film) (1978) - II. Richárd - The Human Factor (1979) - Arthur Davis - Hamlet (TV film) (1980) - Hamlet - A svéd, akinek nyoma veszett (1980) - Martin Beck - Charlotte (1981) - Daberlohn - A NIMH titka (1982) - Nicodemus (szinkronhang) - A Harmadik Birodalom belülről (TV film) (1982) - Adolf Hitler - A Notre Dame-i toronyőr (TV film) (1982) - Frollo - Enigma (1983) - Kurt Limmer - Cyrano de Bergerac (TV film) (1985) - Cyrano de Bergerac - Mr. Pye (TV film) (1986) - Mr. Pye - Breaking the Code (1986) - Alan Turing - Titkok kertje (TV film) (1987) - Archibald Craven - A Tizedik (TV film) (1988) - Az imposztor - Kis Dorrit (1988) - Arthur Clennam - V. Henrik (1989) - narrátor - A bolond (1990) - Mr. Frederick / Sir John - Meghalsz újra! (1991) - Franklyn Madson - Cadfael (TV film) (1994) - Brother Cadfael - Richard nyomában (1996) - önmaga - A kód feltörése (TV film) (1996) - Alan Turing - Hamlet (1996) - Claudius - Átok és bosszú (1998) - Frederick atya - Ördögi szerelem (1998) - Francis Bacon - Molokai - Az átok szigete (1999) - Leonor Fousnel atya - A Wyvern rejtély (TV film) (2000) - Squire Fairfield | - Gyilkosság a villában (2000) - Lucky Leadbetter - Az aranygyapjú legendája (TV film) (2000) - Phineas - Gladiátor (2000) - Gracchus - A test (2001) - Lavelle atya - Gosford Park (2001) - Probert - The Diaries of Vaslav Nijinsky (2001) - Nijinsky (hang) - Revelation (2001) - Könyvtáros - Frasier, a dumagép (tv-sorozat) (2001) - Jackson Hedley - Az esküdtszék (TV film) (2002) - George Cording - Gomolygó viharfelhők (TV film) (2002) - Stanley Baldwin - Revengers Tragedy (2002) - A herceg - Foggal és fegyverrel (2002) - Major Merton - London (TV film) (2004) - Tacitus - Zsinóron (2004) - Nezo (hang) - Fantomcég (TV film) (2004) - Lord Edward 'Teddy' Thursby - Gyilkosság a paplakban (TV film) (2004) - Protheroe ezredes - Elszállt szerelem (2005) - Lord Dempsey - Nanny McPhee – A varázsdada (2005) - Mr. Wheen - Underworld: Evolúció (2006) - Alexander Corvinus - Doctor Who (TV film) (2007) - Professor Yana / A mester - A rejtvény (2007) - A csavargó / Charles Dickens - Airlock Or How To Say Goodbye In Space (2007) - elnök - The Golden Compass (2007) - Magisterial Emissary - In the Night Garden (2007) - narrátor - A régi kíváncsiság bolt (TV film) (2007) - keresztapa - A Bunch of Amateurs (2008) - Nigel - Morris: A Life With Bells On (2009) - Quentin Neely - Endgame (2009) - Rudolf Agnew - Ádám feltámadása (2009) - Dr. Nathan Gross - The Winter’s Tale (2009) - Antigonus - Charles Dickens's England (2009) - önmaga - Hippie Hippie Shake (2010) - bíró - There Be Dragons (2010) - Honorio - Ironclad (2010) - Cornhill - A király beszéde (The King's Speech) (2010) - Cosmo Lang canterbury érsek - Egy hét Marilynnel (My Week with Marilyn) (2011) - Owen Morshead - Gyilkosság az Orient expresszen (Murder on the Orient Express) (2017) - Edward Henry Masterman - A Korona (The Crown) sorozat (2016, 3. évad-8.epizód) - VIII. Edward,ex Brit király (1936-január- 1936 december) |

## Díjak és jelölések

### Film
- Golden Globe-díj:
  - 1989. – jelölés: legjobb férfi mellékszereplő (televíziósorozat, televíziós minisorozat vagy tévéfilm) – A Tizedik (1988)
- BAFTA-díj: (4)
  - 1977. – díj: legjobb TV színész – Én, Claudius (1976)
  - 1998. – jelölés: legjobb TV színész – A kód feltörése (1996)
  - 1992. – jelölés: legjobb férfi mellékszereplő – Meghalsz újra! (1991)
  - 1978. – jelölés: legjobb TV színész – Philby, Burgess és Maclean (1977)
- Emmy-díj: (3)
  - 1989. – díj: legjobb férfi mellékszereplő (televíziós minisorozat vagy tévéfilm) – A Tizedik (1988)
  - 2001. – jelölés: legjobb vendégszínész (vígjáték tévésorozatban) – Fraiser, a dumagép (1993)
  - 1982. – jelölés: legjobb férfi mellékszereplő (televíziós minisorozat vagy tévéfilm) – A Harmadik Birodalom belülről (1982)
- Brit Független Film-díj:
  - 1999. – díj: legjobb férfi színész – Ördögi szerelem (1998)
  - 1988. – díj: legjobb férfi színész – Kis Dorrit (1988)
- Broadcast Filmkritikusok Egyesülete:
  - 2002. – díj: legjobb szereplőgárda – Gosford Park (2001)
- Edinburgh Nemzetközi Filmfesztivál:
  - 1998. – díj: legjobb brit férfi színész – Ördögi szerelem (1998)
- Filmszínészek Egyesülete:
  - 2002. – díj: legjobb szereplőgárda – Gosford Park (2001)
  - 2001. – jelölés: legjobb szereplőgárda – Gladiátor (2001)
- Floridai Filmkritikusok Szövetsége:
  - 2002. – díj: legjobb szereplőgárda – Gosford Park (2001)
- Online Filmkritikusok Egyesülete:
  - 2002. – díj: legjobb szereplőgárda – Gosford Park (2001)
- Phoenix Filmkritikusok Szövetsége:
  - 2002. – jelölés: legjobb szereplőgárda – Gosford Park (2001)
- Satellite-díj:
  - 2002. – díj: Speciális-díj (a legjobb szereplőgárdának) – Gosford Park (2001)
  - 1999. – jelölés: legjobb férfi alakítás – drámai kategória – Ördögi szerelem (1998)

### Színház
- 2009: Laurence Olivier-díj – Legjobb színész – Twelfth Night
- 1984: Tony-díj – Legjobb színész – Much Ado About Nothing
- 1983: London Evening Standard Award – Legjobb színész – Much Ado About Nothing

## Fordítás
- Ez a szócikk részben vagy egészben  a   Derek Jacobi című angol Wikipédia-szócikk fordításán alapul.  Az eredeti cikk szerkesztőit annak laptörténete sorolja fel. Ez a jelzés csupán a megfogalmazás eredetét és a szerzői jogokat jelzi, nem szolgál a cikkben szereplő információk forrásmegjelöléseként.